# Georg Borzita von Martinitz

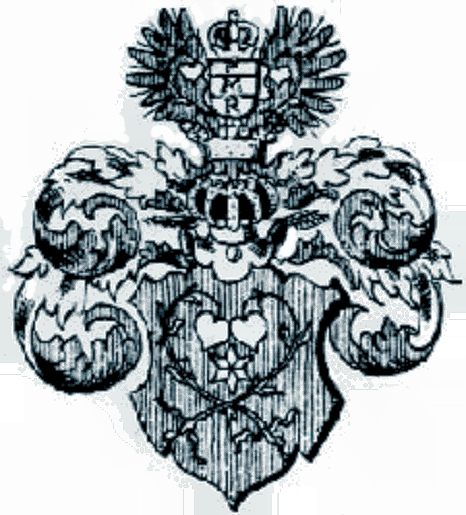
Familienwappen

Georg Borzita von Martinitz (* 1532; † 22. Januar 1598) war böhmischer Oberstkanzler.

## Leben
Seine Elten waren Johann Borita von Martinitz († 1577) und dessen Ehefrau Isolde Berka von Dub und Lipa († 1560). Er erhielt seine Ausbildung in Spanien und bekleidete Ehrenämter bei der Kaisermutter Maria. Er war von 1575 bis 1578 kaiserlicher Kämmerer, anschließend wurde er 1584 zum Obersthoflehenrichter und 1585 zum Oberstlandrichter ernannt. Er behielt dieses Amt, bis er 1597 zum obersten Kanzler des Königreichs Böhmen ernannt wurde. Georg Borzita von Martinitz verstarb überraschend bereits im Januar 1598.
Er konnte seinen Besitz erheblich vermehren. Er kaufte 1578 zunächst Teile des Gutes Čelechovic von Friedrich Mican von Klinstein und 1595 den Rest von dessen Erben. Von Heinrich Georg Seidlitz von Schönfeld kaufte er 1581 das Gut Stockow, von Ludmilla von Martinitz, Witwe des Georg Zbarcky von Zdar, kaufte er Strbichowic, Risut und Teile von Dobra und Hrdliw. Außerdem baute er die ehemalige Festung Smečno zu seinem Familienschloss um.
Martinitz heiratete die Erbtochter Elisabeth von Wrbna. Mit deren Mitgift kaufte er Smečno und zahlte seinen Bruder aus. Die Ehe blieb kinderlos. Seine Frau hinterließ ihr Vermögen den beiden Söhnen seines Bruders Jaroslaw († 1582). Von diesen starb Georg bereits jung, daher fiel das Vermögen an Jaroslav Borsita von Martinic (1582–1649), der später durch den Prager Fenstersturz Berühmtheit erlangte.